# Anton Kratky-Baschik

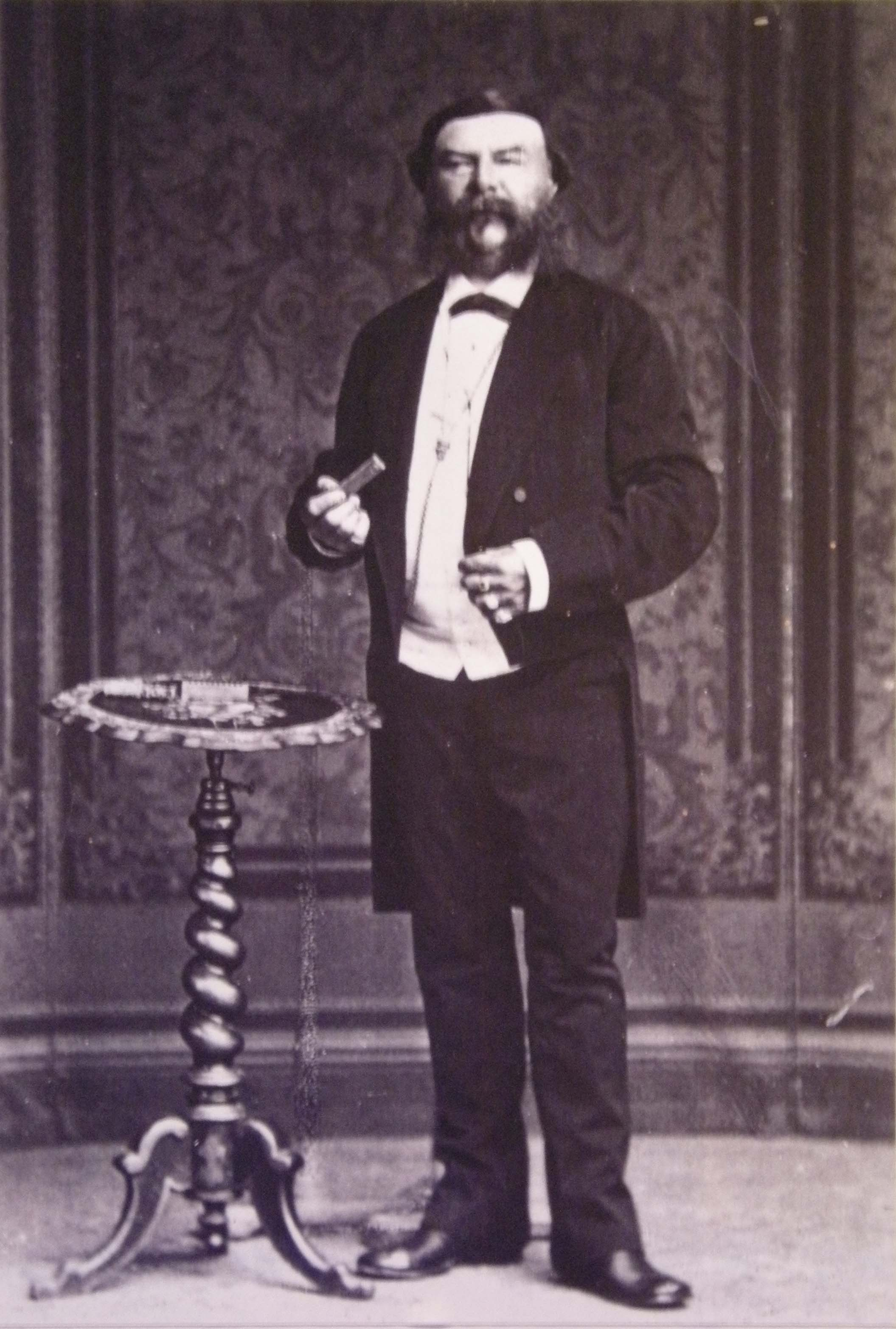
Anton Kratky-Baschik

Anton Kratky-Baschik (* 11. Jänner 1810 in Kožlany; † 28. August 1889 in Wien) war ein Zauberkünstler und Schausteller sowie ein Erfinder von Musikinstrumenten.

## Leben
Anton Kratky-Baschik begann als Musiker und trat bereits mit 16 Jahren als Mundharmonikaspieler in Prag auf. In Berlin traf er auf einen der populärsten und bekanntesten deutschen Zauberkünstler des 19. Jahrhunderts Bellachini, welcher ihn für sein Abendprogramm verpflichtete. Er entwickelte eigene Musikinstrumente, wie das „Hornmelodion“, bei dem er Mundharmonikas mit Schalltrichtern kombinierte.
Darauf begann sich Kratky-Baschik mit physikalischen Experimenten zu beschäftigen. Er beschloss, selbst Zauberkünstler zu werden und beschäftigte sich ab 1850 mit Zauberkunststücken. Er reiste mit dem ältesten Sohn seines Bruders als Gehilfen durch Deutschland. Ab 1852 hatte er ein eigenes Programm, in das auch magische Auftritte integriert waren. Für zwei Jahre trat er ab 1854 mit dem amerikanischen Zirkuspionier Phineas Taylor Barnum auch in England und Amerika auf, wobei er sich ursprünglich auf Gespenstervorführungen spezialisierte.
Schließlich ließ er sich 1862/1863 in Wien nieder und eröffnete 1864 auf der Feuerwerksallee, der späteren Ausstellungsstraße im Wiener Wurstelprater sein erstes festes Zaubertheater, das sich jedoch nur ein Jahr hielt, da Kratky-Baschik eine Tournee durch Böhmen, Ungarn und die weitere Donaumonarchie sowie durch Serbien unternahm. 1868 kehrte er nach Wien zurück und erbaute zur Wiener Weltausstellung 1873 im Wiener Prater sein zweites Zaubertheater („Theater für Zauberei“), wobei er als einer der ersten Geißler’sche Röhren benutzte. Es hatte nahezu 1000 Sitzplätze und galt damals als eines der größten Zaubertheater der Welt. 1874 hatte Kratky-Baschik ein ehemaliges Affentheater gekauft, das nach der Weltausstellung in Konkurs gegangen war und in dem er sein Unternehmen führte. Einer seiner Mitarbeiter, Georg Julius Proks, der vor dem Lokal um Zuschauer warb, wurde ebenfalls zur Praterlegende. Er war als „Teufel vom Kratky-Baschik“ eine populäre Figur, die mit kleinem, buckligem Körperbau und mit roten Hörnern und einer zerzausten Figur bekannt wurde.

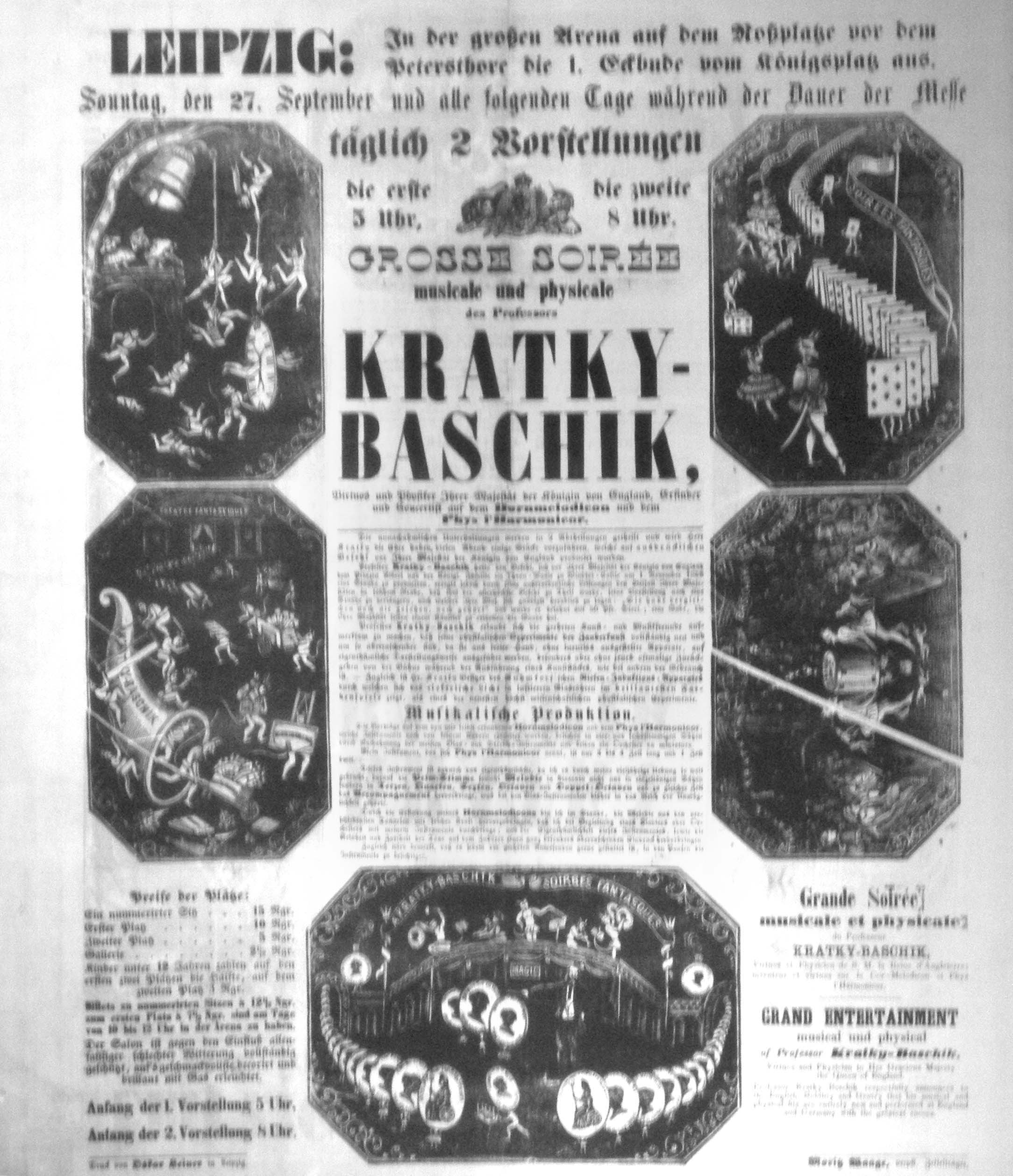
Theaterzettel, Leipzig, vermutlich 1887.
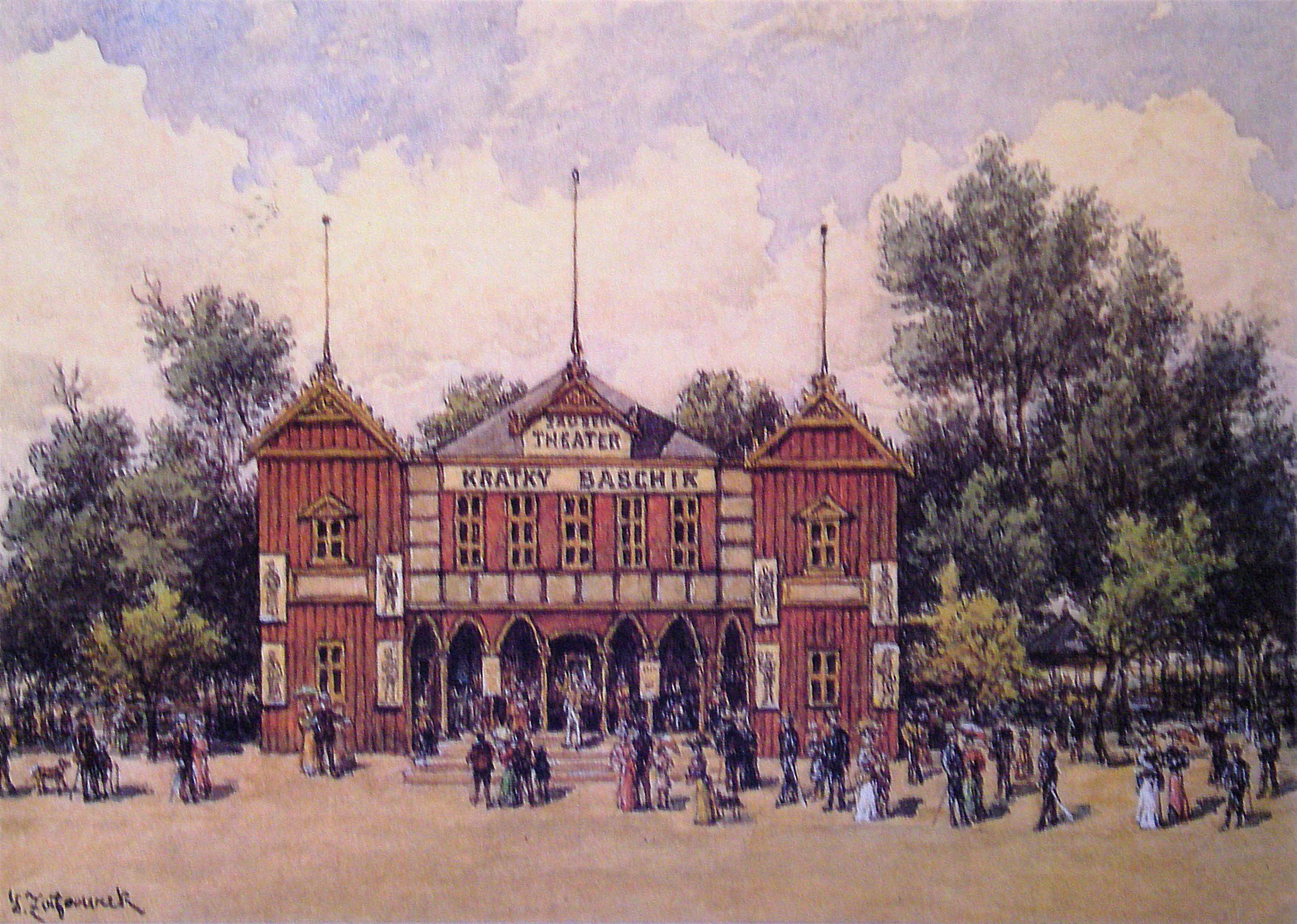
Kratky-Baschik-Zaubertheater, Wiener Prater, vor 1873.
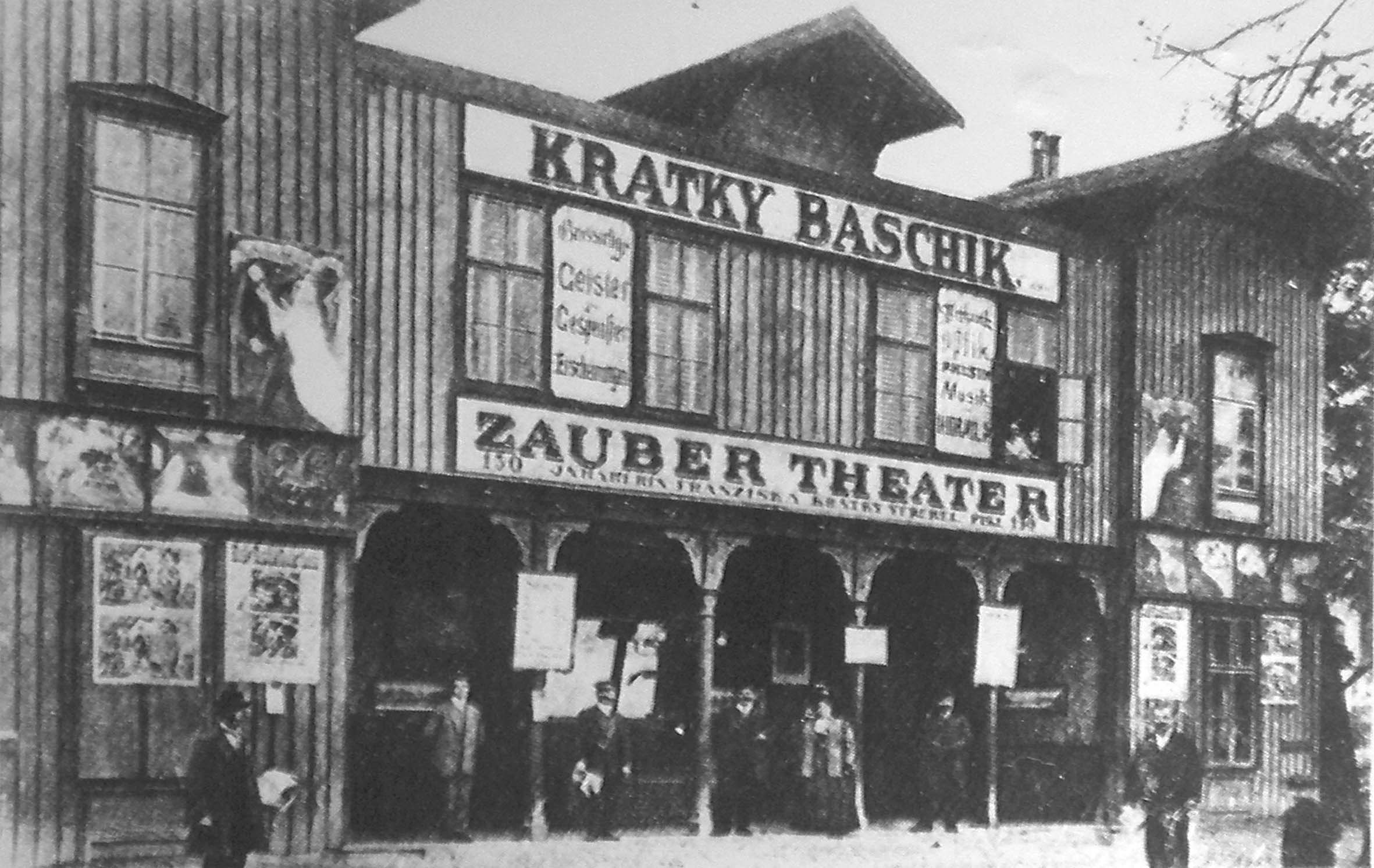
Kratky-Baschik-Zaubertheater, Wiener Prater, um 1900.

1882 hatte der Niedergang des Zaubertheaters bereits begonnen. Das Gebäude begann Baumängel aufzuweisen, die nur zögernd behoben wurden, sein Besitzer war dem Alkohol nicht abgeneigt. Sein Nachlass umfasste 1889 rund 70.000 Gulden.

## Vermächtnis
Laut dem Austria-Forum wurde das zweite Theater Kratky-Baschiks, welches er 1873 im Wiener Prater errichtete, von seinem Neffen Mathias Kratky und 1898 bis 1911 vom Zauberkünstler Ottokar Fischer (1873–1940, Präsident des Magischen Klubs Wien) weitergeführt.
Im Andenken an Anton Kratky-Baschik wurde 1963 im zweiten Wiener Gemeindebezirk Leopoldstadt im Wurstelprater der Kratky-Baschik-Weg benannt. Er ist auf dem Wiener Zentralfriedhof begraben, die Grabinschrift nennt ihn als „Meister seiner Kunst“.
In Heimito von Doderers 1956 entstandener Erzählung Ein anderer Kratki-Baschik wird auf ihn Bezug genommen. Doderer erwähnt, dass der erste Teil des aus dem Tschechischen kommenden Familiennamens im Versuch, den Namen „zu arabisieren oder turkisieren“ als Kratki geschrieben wurde und der zweite Namensteil Baschik ein türkisch klingendes, aber im Türkischen nicht in gleicher Form vorkommendes Wort sei. Der Name wird damit, unabhängig von der Schreibweise, als Künstlername dargestellt. Er scheint aber auch auf dem Grabstein auf. Das ist nur Beleg für die allgemeine Anerkennung, nicht aber Beweis für eine amtliche Namensänderung.
Belege zu Kratky-Baschik sind im Circus- und Clownmuseum in Wien zu sehen.